# Ricantus
Ricantus war ein antiker römischer Toreut (Metallbearbeiter), der irgendwann im Zeitraum zwischen der zweiten Hälfte des 1. und der ersten Hälfte des 2. Jahrhunderts wohl in Niedergermanien tätig war.
Ricantus ist heute nur noch aufgrund eines Signaturstempels auf einer Bronzekelle bekannt. Diese wurde in einem  Brandgrab in Kleinzerbst, Sachsen-Anhalt gefunden und befindet sich heute in der Prähistorischen Sammlung im Schloss Köthen.

## Einzelbelege
1. ↑  Inventarnummer 39,69; Richard Petrovszky: Studien zu römischen Bronzegefäßen mit Meisterstempeln. Leidorf, Buch am Erlbach 1993, S. 291, Nr. R.01.01.

| Personendaten    | Personendaten                      |
| ---------------- | ---------------------------------- |
| NAME             | Ricantus                           |
| KURZBESCHREIBUNG | antiker römischer Toreut           |
| GEBURTSDATUM     | 1. Jahrhundert                     |
| STERBEDATUM      | 1. Jahrhundert oder 2. Jahrhundert |